# Kure (île)
L’atoll de Kure ou Ocean Island est un atoll des îles hawaïennes du Nord-Ouest.

## Histoire

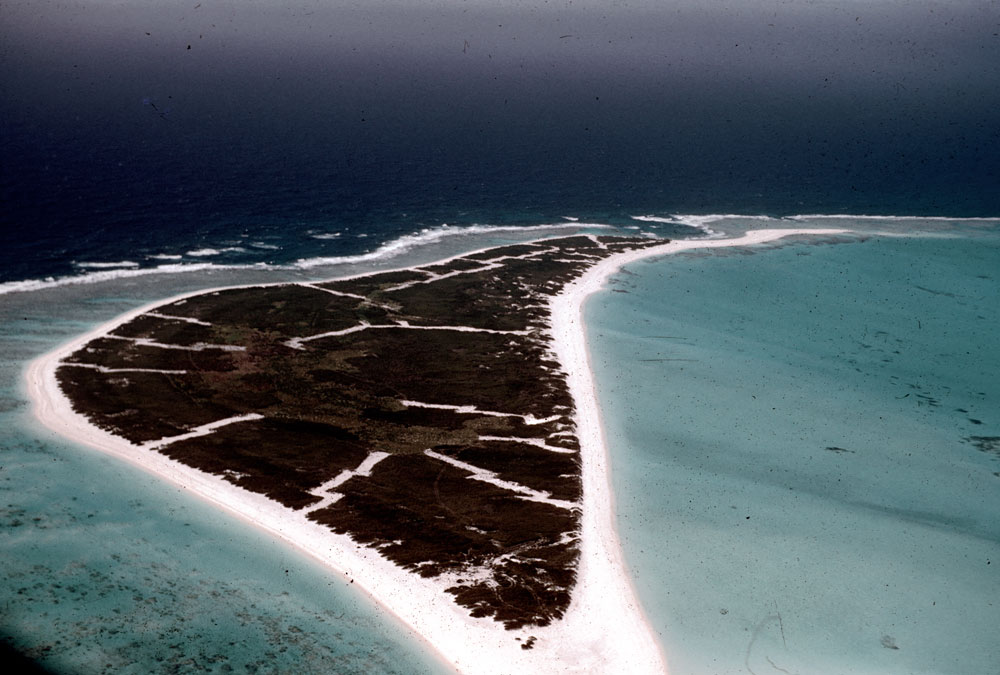
L'une des îles de l'atoll de Kure.

L'histoire géologique de l'île est similaire à celle de Midway.
La ligne de date internationale se trouve à 160 km à l'ouest. L'île est situé à l'ouest de l'atoll de Midway mais a un fuseau horaire de +1 heure à UTC-10: 00 (le même que le reste d'Hawaii). Kure est l'atoll corallien le plus septentrional au monde. Il se compose d'une barrière de corail circulaire de 10 km de large entourant un lagon peu profond et plusieurs îlots de sable. La superficie totale des terres est de 86,237 hectare et l'île Green du côté sud-est compte 77,685 hectare. Des phoques moines hawaïens, Monachus schauinslandi, se déplacent sur ses plages.
Dans la langue hawaïenne, le terme Mokupāpapa était utilisé pour toute île plate avec des récifs. Les îles du nord-ouest sont associées à Kāne Milohai dans la mythologie hawaïenne. Le frère de Pele, le créateur des îles a été laissé pour monter la garde pour les voyageurs. Avant le milieu du XIXe siècle, elle a été visitée par plusieurs navires. Elle est officiellement nommée Kure Island en 1924 puis Kure Atoll en 1987.
De nombreux équipages ont été bloqués sur l'atoll de Kure après avoir fait naufrage sur les récifs et ont dû survivre. Les épaves restent sur le récif aujourd'hui comme l'USS Saginaw. À cause de ces incidents, le roi Kalakaua envoya le colonel J. H. Boyd à Kure en tant que commissaire spécial. Le 20 septembre 1886, il prend possession de l'île pour le gouvernement hawaïen. Le roi a ordonné qu'une maison brute soit construite sur l'île, avec des réservoirs pour retenir l'eau et des provisions pour d'éventuels naufragés.
Pendant la Seconde Guerre mondiale, elle est régulièrement visitée par des patrouilleurs américaines de Midway pour s'assurer que les Japonais ne l'utilisent pas pour ravitailler des sous-marins ou des hydravions. Pendant la bataille de Midway, un bombardier japonais piloté par le lieutenant Kikuchi Rokurō, qui avait participé à l'attaque japonaise sur les installations américaines de Midway, atterrit près de Kure après avoir été endommagé. Une fois à terre, le lieutenant Kikuchi et les deux autres membres de son équipage, l'adjudant Yumoto Noriyoshi et le maître de 1re classe Narasaki Hironori, ont refusé d'être capturé et ont été tués lorsqu'une équipe de débarquement américaine a tenté de les capturer.
Le 16 octobre 1998, le navire de pêche à la palangre Paradise Queen II s'est échoué sur l'atoll, déversant environ 4000 gallons de carburant diesel. Les débris de ce naufrage ont continué à polluer le récif et le rivage pendant de nombreuses années, mettant en danger la faune et endommageant le récif corallien. L'impact à long terme de cette épave et d'autres épaves dans les îles du nord-ouest d'Hawaii met en évidence les dangers pour les habitats sensibles dans la région. Pour aider à assurer leur protection, le Monument national marin Papahānaumokuākea a été désigné zone maritime particulièrement sensible (PSSA) en 2008 par l'Organisation maritime internationale. En plus d'éviter les zones spécifiques, les propriétaires doivent déterminer quand les navires entrent et sortent de la zone de déclaration de 10 milles nautiques de la PSSA afin qu'une réponse rapide puisse être apportée en cas d'urgence maritime.
Entre 1960 et 1992, l'île disposait d'une station LORAN de l'United States Coast Guard. Une courte piste de corail a été construite sur l'île pour soutenir les opérations de la Garde côtière, mais elle a été abandonnée et est actuellement inutilisable. Bien qu’il n’y ait pas de population humaine permanente, l'atoll fait officiellement partie de la ville et du comté d’Honolulu.

## Conservation de la nature
L'île est devenue un sanctuaire pour la faune de l'État en 1981.